# Victoire Tomegah Dogbé
Victoire Sidémého Dzidudu Dogbe Tomegah (Lomé, 23 de diciembre de 1959) es una política togolesa que se ha desempeñado como primera ministra de Togo desde el 28 de septiembre de 2020, tras la renuncia de Komi Sélom Klassou. Es la primera mujer en ocupar el cargo.
Antes de ser elegida jefe de gobierno, Tomegah Dogbé fue ministra de Desarrollo de Base, Artesanía, Juventud y Empleo Juvenil en el gobierno de Komi Sélom Klassou y directora de gabinete del presidente Faure Gnassingbé.

## Biografía
En 2008, mientras se encontraba en el PNUD en Benín, el presidente de la República Faure Gnassingbé y el primer ministro Gilbert Houngbo solicitaron a Victoire Dogbé Tomégah que gestionara la cartera de Ministra Delegada al Primer Ministro.
En 2010, tras la reelección del presidente Faure Gnassingbé, fue nombrada Ministra de Desarrollo de Base, Artesanía Juvenil y Empleo Juvenil en el segundo mandato de Gilbert Houngbo. Conservó sus funciones ministeriales bajo los gobiernos de Kwesi Ahoomey-Zunu y Komi Sélom Klassou.